# On dit
Albums de Sheila
Little darlin
(1981) Je suis comme toi
(1984)
On dit  est un album studio (et une chanson) de Sheila sorti en 1983 en LP 33 Tours, et en cassette audio. Il a été réédité en CD en 1996, et en 2006. La photo de la pochette est de Paolo Roversi.
Cet album est le premier opus totalement créé en dehors de l'équipe Carrère. En 1982, Sheila rencontre Yves Martin, Philippe Abitbol et Gérard Presgurvic qui à l'époque viennent de signer un très gros tube avec Chacun fait c'qui lui plaît du duo Chagrin d'amour. À cette époque, elle est de moins en moins en accord avec son producteur Claude Carrère et surtout les chansons qu'il lui impose. Yves Martin et Philippe Abitbol commencent par écrire et composer pour Sheila la chanson Body-building, prévue au départ pour être utilisée comme générique de l'émission de télévision Gym Tonic, ce que Sheila refusera, et qui se retrouve en face B du 45 tours Gloria à l'automne 1982.
En 1983, Sheila décide avec Yves Martin, d'enregistrer un album dont elle choisirait toutes les chansons dont pour la première fois uniquement des créations et aucune adaptation de chanson étrangère. Elle choisit aussi pour la première fois la photo de la pochette. Avec Yves Martin, elle fonde le label 83 New Era, mais reste en distribution chez Carrère.
L'ensemble des chansons se veut plus sensible et intimiste que les succès passés de Sheila. Le seul titre extrait en 45 tours Tangue au (avec en face B Johnny, Sylvie, Cloclo et moi) est défendu par certaines radios libres, mais les grandes stations de radios comme RTL ne suivent pas. Par la suite, de cet album, seule la chanson E6 dans le Quinzième se retrouvera en face B du 45 tours Jeanie, un titre inédit sur l'album, qui sortira en novembre 1983.
Sheila obtient pour la première fois des bonnes critiques dans la presse musicale dite sérieuse comme Libération ou Télérama.

## Liste des titres
1. Tangue au ((musique de  yves martin  paroles de philippe abitbol))
2. E6 dans le quinzième ((musique de gérard presgurvic   paroles de philippe abitbol))
3. L.A (Los Angeles)((musique de  yves martin  paroles de philippe abitbol))
4. Je ((musique de  yves martin  paroles de philippe abitbol))
5. Sauve qui peut ((musique de gérard presgurvic   paroles de philippe abitbol))
6. On dit…(Jacquie)((musique de  yves martin et gérard presgurvic  paroles de philippe abitbol))
7. La vérité qu'on nous ment ((((musique de  ((musique de  yves martin  paroles de philippe abitbol))  paroles de alex martin frère d' yves martin))
8. Vis-vas ((musique de  yves martin  paroles de philippe abitbol))
9. Johnny, Sylvie, Cloclo et moi ((musique de  yves martin  paroles de philippe abitbol))
10. 83 langue au chat ((musique de gérard presgurvic   paroles de philippe abitbol))

## Production
- Édition Album original :
  - 33 tours / LP Stéréo  New Era distribution Carrère 66.013 sorti en 1983
  - Cassette audio  New Era distribution Carrère 76.013 sortie en 1983

- Réédition de l'album :
  - CD  East West 0630136592, date de sortie : 1996.
  - CD  Warner Music 0630136.5922 date de sortie : 2006.
  - 33 tours / LP Stéréo  (Vinyle 33 tours couleur rose) Warner Music sorti le 29 septembre 2017.
  - CD  Warner 0190295794019, inclus dans Le Coffret essentiel Vol. 2 (Les Années New Chance). date de sortie : 2017.

## Les extraits de l'album
- Tangue Au / Johnny, Sylvie, Cloclo et moi.
- Maxi 45 tours : Vis vas (version longue) / E6 dans le 15e.
- Le titre E6 dans le 15e a été mis en face B du single Jeanie (ce dernier titre n'étant pas inclus dans cet album).

À noter que Jeanie n'apparaît sur aucun album studio de la chanteuse.